# Тефери Водайо
Тефери Водайо — эфиопский бегун на длинные дистанции. На олимпийских играх 2004 года занял 46-е место на марафонской дистанции.
Личный рекорд в марафоне — 2:07.45.

## Достижения
- 2002: 4-е место на Сеульском марафоне — 2:09.51
- 2003: 12-е место на Роттердамском марафоне — 2:12.53
- 2005: 9-е место на Венском марафоне — 2:17.19
- 2005: 7-е место на Эйндховенском марафоне — 2:10.12
- 2006: 17-е место на Парижском марафоне — 2:14.44
- 2006: 1-е место на Кёльнском марафоне — 2:11.24
- 2007: 5-е место на Бостонском марафоне - 2:15.06
- 2007: 11-е место на Берлинском марафоне - 2:13.15
- 2009: 4-е место на Амстердамском марафоне - 2:07.45